# K.B. Hallen

K.B. Hallen (2019)

K.B. Hallen – hala koncertowo-sportowa położona w Kopenhadze w Danii. Mieści 3 tys. ludzi. Występowali tu m.in. The Beatles (1964), The Rolling Stones (1966), Bob Dylan (1966), Jimi Hendrix (3 września 1970), Led Zeppelin (3 maja 1971), Alice in Chains (7 października 1993), The Who czy Louis Armstrong.